# Cuiabá (miasto)
Cuiabá – miasto w Brazylii, nad rzeką Cuiabá, stolica stanu Mato Grosso. 
Miasto położone jest w geograficznym centrum Ameryki Południowej, co upamiętnia postawiony tutaj obelisk. 
W mieście rozwinął się przemysł spożywczy oraz drzewny.
W Cuiabá urodził się poeta José de Mesquita.

## Miasta partnerskie
- Arica